# Doriane
Doriane est un prénom féminin dérivé de la racine grecque dôron (δώρον) qui désigne le don (de Dieu). Il est également utilisé chez les Celtes sous l'écriture Dory'an.
Ce prénom est surtout usité dans les pays anglo-saxons où Dorian est utilisé comme diminutif de Théodore, donc prénom masculin.

## Fêtes
Les Doriane sont fêtées le 25 octobre (Ste Dorine) et plus communément le 7 février (Ste Eugénie / Théodore).

## Prénoms voisins
En français : Dorian, Dorine, Doria, Dorothée, Théodore

## Doriane célèbres
- Doriane Escané, skieuse alpine française.
- Doriane Pin, pilote automobile française.
- Doriane Vidal, snowboardeuse française
- Pour l'ensemble des articles sur les personnes portant ce prénom, consulter :
  - la liste des articles dont le titre commence par ce prénom
  - les listes produites par Wikidata : Liste des personnes de prénom « Doriane » — même liste en incluant les éventuels prénoms composés qui contiennent « Doriane ».